# Huberopappus maigualidae
Huberopappus es un género monotípico de plantas fanerógamas perteneciente a la familia de las asteráceas. Su única especie, Huberopappus maigualidae, es originaria de Venezuela, donde se encuentra en Bolívar y Amazonas.

## Taxonomía
Huberopappus maigualidae fue descrita por John Francis Pruski y publicado en Novon 2(1): 19–25, f. 1–2. 1992.